# الدوري الإنجليزي لكرة القدم 1993–94
الدوري الإنجليزي لكرة القدم 1993–94 (بالإنجليزية: 1993–94 Football League)‏ هو موسم من دوري كرة القدم الإنجليزي. فاز فيه كريستال بالاس.